# Edson dos Santos Reis
Edson dos Santos Reis (* 26. Februar 1990 in Conceição do Jacuípe) ist ein brasilianischer Fußballspieler.

## Karriere
Edson begann seine Karriere 2008 beim Erstligisten EC Vitória. 2012 wechselte er zu Botafogo FC (SP). Danach spielte er bei Clube de Regatas Brasil, Fortaleza EC und Comercial FC (Ribeirão Preto). 2015 wechselte er zu SER Caxias do Sul. Von 2015 bis 2017 war er bei Veranópolis ECRC unter Vertrag. Danach spielte er bei Mogi Mirim EC, Rio Claro FC, AD Bahia de Feira und Pacajus EC.